# Lovro Hacin
Lovro Hacin, slovenski pravnik in policijski uradnik, * 23. avgust 1886, Trata pri Velesovem, † 4. september 1946, Ljubljana.
Rodil se je očetu Lovrencu in materi Katarini (rojena Zupan). Pravo je študiral na Dunaju in tam doktoriral (1916). Bil je okrajni načelnik za Maribor – desni breg. Leta 1936 je bil imenovan za upravnika policije v Ljubljani. Med okupacijo je sodeloval z okupatorjem. Septembra 1943 je ponovno postal upravnik policije v Ljubljani. Njegov namestnik je bil dr. Vladimir Kante. Bil je odločen nasprotnik komunizma. Pri svojem delu je preganjal pripadnike in simpatizerje OF. Na Rupnikovem procesu leta 1946 je bil zaradi kolaboracije obsojen na smrt z obešenjem.